# Nastocerus annulicornis
Nastocerus annulicornis là một loài bọ cánh cứng trong họ Cerambycidae.